# Lyse socken
Lyse socken i Bohuslän ingick i Stångenäs härad, uppgick 1952 i Lysekils stad och området ingår sedan 1971 i Lysekils kommun och motsvarar från 2016 Lyse distrikt.
Socknens areal var 50,01 kvadratkilometer, varav land 49,68. År 2000 fanns här 1 718 invånare. Oljeraffinaderiet Preemraff, orten Skalhamn samt sockenkyrkan Lyse kyrka ligger i socknen. 

## Administrativ historik
Lyse socken har medeltida ursprung. Omkring 1700 utbröts Lysekils församling vars område sedan i olika steg bildade Lysekils socken där sedan Lysekils köping inrättades.
Vid kommunreformen 1862 övergick socknens ansvar för de kyrkliga frågorna till Lyse församling och för de borgerliga frågorna bildades Lyse landskommun. Landskommunen inkorporerades 1952 i Lysekils stad som 1971 ombildades till Lysekils kommun.  1 januari 2023 uppgick församlingen i Lysekils norra församling.
1 januari 2016 inrättades distriktet Lyse, med samma omfattning som församlingen hade 1999/2000.
Socknen har tillhört län, fögderier, tingslag och domsagor enligt vad som beskrivs i artikeln Stångenäs härad. De indelta soldaterna tillhörde Bohusläns regemente, Stångenäs kompani och de indelta båtsmännen tillhörde 1:a Bohusläns båtsmanskompani.

## Geografi och natur
Lyse socken ligger nordost om Lysekil på Stångenäset med Gullmarsfjorden i söder och Brofjorden i norr och omfattar öar som Stora Kornö. Socknens har odlingsbygd mellan bergsplatåer som är kala eller skogfattiga.
I socknen finns tre naturreservat: Gullmarsskogen, Stångehuvud och Trälebergskilen. Gullmarn är ett naturvårdsområde som ingår i EU-nätverket Natura 2000 och delas med Brastads, Bro, Lysekils och Skaftö socknar i Lysekils kommun, Morlanda socken i Orusts kommun, Dragsmarks, Bokenäs och Skredsviks socknar i Uddevalla kommun samt Foss socken i Munkedals kommun.
I Häggvall fanns ett gästgiveri.

## Fornlämningar
Boplatser, två dösar och tre gånggrifter från stenåldern har påträffats. Från bronsåldern finns över hundra gravrösen och några hällristningar. Från järnåldern finns ett tiotal gravfält och två fornborgar.

## Befolkningsutveckling
Befolkningen ökade från 1214 år 1810 till 4506 år 1910 varefter den minskade 1331 1970 då den var som minst under 1900-talet.

## Namnet
Namnet skrevs 1317 Lysa och kommer från kyrkbyn. Namnet innehåller ljus (lysa) och kan syfta på en fjord eller en bäck.

### Videoproduktioner
- Sigvard Andersson, Lyse murare och modellbyggare. Lysekil: Fredh & Lipkin. 1983. Libris 8426979